# Gobionellinae
Gobionellinae su potporodica glavoča. Sastoji se od 57 rodova.

## Rodovi
1. Aboma Jordan & Starks, 1895
2. Acanthogobius Gill, 1859
3. Amblychaeturichthys Bleeker, 1874
4. Astrabe Jordan & Snyder, 1901
5. Awaouichthys Chatterjee & Mishra, 2013
6. Awaous Valenciennes, 1837
7. Brachygobius Bleeker, 1874
8. Chaenogobius Gill, 1859
9. Chaeturichthys Richardson, 1844
10. Chlamydogobius Whitley, 1930
11. Clariger Jordan & Snyder, 1901
12. Clevelandia Eigenmann & Eigenmann, 1888
13. Ctenogobius Gill, 1858
14. Eucyclogobius Gill, 1862
15. Eugnathogobius Smith, 1931
16. Eutaeniichthys Jordan & Snyder, 1901
17. Evorthodus Gill, 1859
18. Gillichthys Cooper, 1864
19. Gnatholepis Bleeker, 1874
20. Gobioides Lacepède, 1800
21. Gobionellus Girard, 1858
22. Gobiopterus Bleeker, 1874
23. Gymnogobius Gill, 1863
24. Hemigobius Bleeker, 1874
25. Ilypnus Jordan & Evermann, 1896
26. Knipowitschia Iljin, 1927
27. Lepidogobius Gill, 1859
28. Lethops Hubbs, 1926
29. Leucopsarion Hilgendorf, 1880
30. Lophiogobius Günther, 1873
31. Luciogobius Gill, 1859
32. Mugilogobius Smitt, 1900
33. Nesogobius Whitley, 1929
34. Ninnigobius Whitley, 1951
35. Oligolepis Bleeker, 1874
36. Oxyurichthys Bleeker, 1857
37. Paedogobius Iwata, Hosoya & Larson, 2001
38. Pandaka Herre, 1927
39. Paragobiopsis Koumans, 1941
40. Polyspondylogobius Kimura & Wu, 1994
41. Pseudogobiopsis Koumans, 1935
42. Pseudogobius Popta, 1922
43. Pterogobius Gill, 1863
44. Quietula Jordan & Evermann, 1895
45. Redigobius Herre, 1927
46. Reptiliceps Prokofiev, 2007
47. Rhinogobius Gill, 1859
48. Sagamia Jordan & Snyder, 1901
49. Schismatogobius de Beaufort, 1912
50. Stenogobius Bleeker, 1874
51. Stigmatogobius Bleeker, 1874
52. Suruga Jordan & Snyder, 1901
53. Tasmanogobius Scott, 1935
54. Tridentiger Gill, 1859
55. Tukugobius Herre, 1927
56. Typhlogobius Steindachner, 1879
57. Wuhanlinigobius Huang, Zeehan & Chen, 2013